# Chronologie de l'histoire du Québec (1960 à 1981)
Cette section de la Chronologie de l'histoire du Québec concerne les événements depuis la Révolution tranquille jusqu'au rapatriement de l'Acte de l'Amérique du Nord britannique.

## Années 1960
- 1960 - Le 22 juin, Élection générale (Québec) : l'élection des libéraux de Jean Lesage marque le début d'une décennie de changements radicaux que l'on nomme aujourd'hui la Révolution tranquille.
- 1960 - Le 30 août, Jean-Paul Desbiens publie les Insolences du Frère Untel qui, en quelques mois deviendra un véritable best-sellers avec plus de 100 000 copies de vendues.
- 1960 - Le 10 septembre, fondation du Rassemblement pour l'indépendance nationale. Voir l'histoire du mouvement souverainiste québécois.
- 1960 - Le 29 septembre, lors de son 39e congrès, la Confédération des travailleurs catholiques du Canada (CTCC) se déconfessionnalise et change son nom qui devient la Confédération des syndicats nationaux.
- 1960 - Accords Diefenbaker-Sauvé-Barette au sujet de l'aide fédérale aux universités. Cette entente accorde le droit à une province de se retirer des programmes conjoints. Le Québec bénéficie à partir de ce moment d'un abattement fiscal lui permettant de financer lui-même l'enseignement postsecondaire.
- 1961 - Le 14 décembre, Claire Kirkland-Casgrain devient la première femme député de l'Assemblée législative du Québec et aussi la première femme membre du Conseil des ministres.
- 1961 - Loi instituant une Commission royale d’enquête sur l’enseignement (Commission Parent).
- 1961 - Loi concernant le financement des investissements universitaires. Elle sera amendée annuellement de 1962 à 1968.
- 1961 - Comité d’étude sur l’enseignement agricole.
- 1961 - Comité d’étude sur l’enseignement technique et professionnel
- 1961 - Création du ministère du Revenu.
- 1961 - Création du ministère des Affaires culturelles.
- 1961 - Création du ministère des Richesses naturelles.
- 1961 - Création du Conseil d’orientation économique dont le mandat est de planifier le développement du Québec. En 1969, le Conseil devient l’Office de planification et de développement du Québec (OPDQ).
- 1961 - Création de l’Office de la langue française.
- 1961 - Création du Conseil des arts du Québec.
- 1961 - L’âge de la fréquentation scolaire obligatoire est augmenté d’un an et est maintenant de 6 à 15 ans.
- 1962 - La construction du Métro de Montréal débute.
- 1962 - Le pont Champlain est ouvert à la circulation entre Montréal et la rive sud.
- 1962 - La route Transcanadienne est inaugurée.
- 1962 - Élection générale (Québec) : les libéraux de Jean Lesage sont réélus à la suite d'une élection référendaire portant sur la  nationalisation de l'électricité.
- 1963 - Gabriel Hudon et Raymond Villeneuve, membres du FLQ, sont condamnés à 12 ans de prison pour homicide involontaire. Voir le Front de libération du Québec.
- 1963 - Deuxième vague de  nationalisation de l'électricité : le 30 avril, Hydro-Québec acquiert 11 producteurs d'hydroélectricité privés.
- 1963 - Création du ministère du Tourisme, de la Chasse et de la Pêche.
- 1963 - Création de la Société générale de financement.
- 1963 - Au Saguenay–Lac-Saint-Jean, la Confédération des syndicats nationaux (CSN) part en guerre contre les compagnies de finance et les prêts usuraires.
- 1963 - Création du Bureau d’aménagement de l’Est du Québec (BAEQ).
- 1963 - Création de la Conférence des recteurs et des principaux des universités du Québec (CREPUQ). Elle rassemble les recteurs et les principaux des universités autour des problèmes communs.
- 1963 - Création du Conseil Québécois pour l'enfance exceptionnelle. (CQEE)
- 1963 - Le 10 juillet, l'âge de la majorité passe de 21 ans à 18 ans.
- 1964 - Le gouvernement du Québec crée le ministère de l'Éducation ainsi que le Conseil supérieur de l'Éducation, reprenant les responsabilités jusque-là confiées aux Églises catholique et protestante.
- 1964 - De nouvelles dispositions du Code civil du Bas-Canada mettent fin à l'incapacité juridique de la femme mariée. Elles ont notamment pour objet d'établir l'égalité entre les époux dans la direction de la famille, d'obliger le mari à fournir à son épouse le nécessaire pour les besoins de la vie et d'abolir le devoir d'obéissance de la femme à son mari. Il faut attendre 1981 pour voir disparaître les dernières inégalités entre époux. (Loi 89).
- 1964 - Création du Conseil de la recherche médicale du Québec (1964) qui deviendra, en 1975, le Conseil de recherche en santé du Québec (CRSQ) puis, en 1981-1982, le fonds de recherche en santé du Québec (FRSQ).
- 1964 - Le 18 février, Joseph-Armand Bombardier décède.
- 1965 - L'unifolié devient le drapeau canadien en février.
- 1965 - Création du ministère de la Justice.
- 1965 - Création de la Société québécoise d’exploitation minière (SOQEM).
- 1965 - Ouverture du musée des Abénakis, premier musée autochtone au Québec.
- 1966 - Élection générale (Québec) : l'Union nationale de Daniel Johnson remporte la majorité des sièges.
- 1966 - Loi des Cégeps.
- 1966 - Loi des prêts et bourses.
- 1966 - À la suite d'une grève de trois semaines des 32 500 employé(e)s d’hôpitaux du Québec, signature de la première convention collective nationale dans ce secteur.
- 1966 - Le Syndicat des professeurs de l’État du Québec réussit, après cinq ans d’efforts à arracher une première convention collective comprenant la majorité de leurs demandes.
- 1966 - Création de l'Association québécoise des troubles d'apprentissage (AQETA).
- 1967 - Le 23 mai, décès de Lionel Groulx.
- 1967 - Le bureau de censure du cinéma est aboli en juin.
- 1967 - Ouverture de l'Exposition Universelle de Montréal, mieux connue sous le nom d'Expo 67.
- 1967 - Le 24 juillet, le Président de la France Charles de Gaulle s'exclame « Vive le Québec libre! » du haut du balcon de l'hôtel de ville de Montréal.
- 1967 - En octobre, René Lévesque quitte le Parti libéral du Québec et fonde le Mouvement Souveraineté-Association.
- 1967 - Création de l’Institut de recherche d'Hydro-Québec (IREQ).
- 1967 - Le gouvernement fédéral, à la suite d'un accord avec les provinces s’est engagé à assumer une certaine fraction des coûts de l’enseignement post-secondaire. Au Québec, les deux gouvernements contribuent de façon paritaire aux dépenses d’opération des universités et des collèges. (Cet accord met fin aux modes de financement définis, en 1951, à partir des recommandations issues de la Commission Massey.) En 1977, la Loi sur le financement des programmes établis (FPE) venait régir le paiement des transferts fiscaux aux provinces pour l’enseignement post-secondaire et la santé.
- 1967 - Création des cégeps par l'adoption du projet de loi 60 à l'Assemblée nationale du Québec.
- 1967 -Découverte par la SOQUEM, société d'État vouée à la découverte et à l'exploitation des ressources naturelles, d'un gisement de niobium à Saint-Honoré, le second en importance au monde. La production a commencé en janvier 1976.
- 1968 - Le 24 juin, 290 personnes sont arrêtées pour désobéissance civile lors de la parade de la St-Jean-Baptiste à Montréal. C'est le lundi de la matraque.
- 1968 - Élection générale (Canada) : les libéraux de Pierre Trudeau remportent la majorité des sièges.
- 1968 - Le 26 octobre, le Parti québécois naît de la fusion du Mouvement Souveraineté-Association et du Ralliement national.
- 1968 - Le 28 août, au Théâtre du Rideau vert, on joue Les Belles-Sœurs de Michel Tremblay pour la première fois.
- 1968 - Ouverture des premières polyvalentes et des premiers Cégeps.
- 1968 - Le réseau de l'Université du Québec est créé par le gouvernement. Cette création apparaît comme le couronnement de la réforme scolaire issue du Rapport Parent.
- 1968 - Inauguration des Subventions dites de rattrapage, dont émanera, en 1970, le programme Formation des chercheurs et action concertée (FCAC), devenu le Fonds FCAC, en 1981, puis Fonds pour la formation de chercheurs et l’aide à la recherche (FCAR), en 1983-1984.
- 1968 - Naissance de Radio-Québec. L'institution fut renommée Télé-Québec dans les années 1990.
- 1968 - Abolition du Conseil législatif du Québec, la chambre non-élue du Parlement québécois.
- 1968 - Loi concernant le mariage civil: reconnaissance du mariage civil célébré par un officier laïc
- 1969 - Sous Pierre Trudeau, le Parlement du Canada adopte la loi C-120, la « Loi sur les langues officielles », qui fait de l'anglais et du français les deux langues officielles du Canada.
- 1969 - Loi concernant les régimes matrimoniaux qui remplace, du régime matrimonial de droit commun, la communauté légale par la société d'acquêts, ce qui permet d'éliminer des inégalités entre époux.
- 1969 - Fondation, le 20 janvier, du Conseil du patronat du Québec (CPQ).
- 1969 - L'Union nationale de Jean-Jacques Bertrand adopte le « Bill 63 » qui exige une connaissance pratique du français pour les élèves anglophones et allophones mais maintient le statu quo en matière du choix de langue d'enseignement par les parents.
- 1969 - Le 13 juin, l'Assemblée nationale sanctionnait le projet de loi no 30 créant la Régie de l'assurance maladie du Québec.
- 1969 - Création du Centre de recherche industrielle du Québec (CRIQ).
- 1969 - Création de l’Institut national de la recherche scientifique (INRS).
- 1969 - Création du Centre de recherches mathématiques (CRM).
- 1969 - Les Expos de Montréal jouent leur première partie de baseball.

## Années 1970
- 1970 - Création de la « Communauté urbaine de Montréal » sur l'île du même nom, le premier janvier.
- 1970 - L’article 80 de l’Acte de l’Amérique du Nord britannique qui permettait depuis 1867 l’existence des « comtés protégés » est aboli.
- 1970 - Élection générale (Québec) : les libéraux remportent la majorité des sièges.
- 1970 - Les activités terroristes du FLQ culminent par l'enlèvement du diplomate britannique James Richard Cross et de Pierre Laporte, ministre du gouvernement de Robert Bourassa. Pierre Trudeau déclare la loi martiale et les droits civils des québécois sont suspendus. Voir la Crise d'octobre.
- 1971 - 1972 - La Confédération des syndicats nationaux (CSN) fait front commun dans les secteurs public et parapublic avec deux autres centrales syndicales, la Centrale de l'enseignement du Québec (CEQ) et la Fédération des travailleurs du Québec (FTQ). Une grève générale est entamée. Les présidents des trois centrales sont emprisonnés.
- 1971 - Les femmes se font reconnaître le droit d'occuper la fonction de jurée.
- 1971 - Le Premier ministre Robert Bourassa lance le développement hydroélectrique de la Baie James.
- 1971 - Les négociations constitutionnelles de Victoria échouent.
- 1971 - Un informateur de la Gendarmerie Royale du Canada émet de faux communiqués soi-disant de la cellule des Frères Chasseurs du FLQ et de la cellule Pierre-Louis Bourret du FLQ.
- 1972 - Création du Centre local de services communautaires (CLSC).
- 1973 - Élection générale (Québec) : les libéraux de Robert Bourassa sont réélus.
- 1973 - La Gendarmerie royale du Canada vole la liste des membres du Parti québécois.
- 1973 - Abandon, par Hydro-Québec, du projet Champigny, qui consistait à construire une centrale hydroélectrique dans la vallée de la Jacques-Cartier.
- 1974 - Le gouvernement libéral de Bourassa adopte la Loi sur la langue officielle (loi 22) qui fait du français la seule langue officielle du Québec.
- 1974 - La fusion de l’Université Sir George Williams au Collège Loyola donne naissance à l’Université Concordia.
- 1974 - Création, à titre expérimental, de l’École de technologie supérieure. Cette École, qui est affiliée au réseau des universités du Québec, devient en 1979, à la suite d'une recommandation du Conseil des universités, un établissement universitaire de plein droit.
- 1975 - La Charte des droits et libertés de la personne du Québec est adoptée par l'Assemblée nationale et création de la Commission des droits de la personne du Québec.
- 1975 - L’Institut de microbiologie, fondé en 1938, est intégré au réseau de l’Université du Québec en 1975 et devient l’Institut Armand Frappier.
- 1976 - Parution du rapport du Comité provincial sur l'enfance inadaptée (Rapport COPEX)
- 1976 - Les Jeux olympiques d'été de 1976 se tiennent à Montréal.
- 1976 - Élection générale (Québec) : le 15 novembre, le Parti québécois (PQ) obtient la majorité des sièges.
- 1976 - L'auteur québécois Saul Bellow remporte le Prix Nobel de littérature.
- 1977 - Adoption de la Charte de la langue française (loi 101) le 26 août.
- 1977 - L'exode de travailleurs et d'hommes d'affaires unilingues anglophones s'accélère.
- 1977 - Le gouvernement fédéral adopte la Loi sur le financement des programmes établis (FPE) qui vient régir le paiement des transferts fiscaux aux provinces pour l’enseignement post-secondaire et la santé.
- 1977 - Conçue par le ministère de l'Éducation du Québec pour les enfants de 3 à 6 ans, la série télévisée Passe-partout a été mise en ondes pour la première fois le 14 novembre 1977. La série est diffusée jusqu'en 1992 avec 289 épisodes.
- 1977 - Une nouvelle disposition du Code civil du Québec remplace la notion de puissance paternelle par celle d'autorité parentale.
- 1978 - Le principe de l'indemnisation sans égard à la responsabilité (no fault) en matière d'assurance-automobile est mis en application au Québec.
- 1978 - Le gouvernement du Québec interdit, par une ordonnance, le congédiement des femmes pour cause de grossesse et institue un congé de maternité de 18 semaines.
- 1978 - Création du Conseil de recherche en sciences humaines du Canada (CRSH). (Loi de 1976)
- 1978 - Création du Conseil de recherches en sciences naturelles et en génie (CRSNG) (Loi de 1976)
- 1978 - Création de l'Office des personnes handicapées du Québec.
- 1978 - Les débats de l'Assemblée nationale du Québec sont maintenant télévisés.
- 1978 - Parution de la première politique en adaptation scolaire : L'École québécoise – Énoncé de politique et plan d’action - L'enfance en difficulté d'adaptation et d'apprentissage, qui organise les services aux élèves handicapés et en difficulté, politique visant désormais à leur assurer un cheminement scolaire dans le cadre le plus normal possible.
- 1979 - Les libéraux de Pierre Trudeau sont battus par les conservateurs de Joe Clark lors de l'élection générale fédérale.
- 1979 - Nouvelle séquences de négociations dans le secteur public entamée par le Front commun des employé(e)s de l’État. Les négociations aboutissent sur le congé de maternité, désormais payé à 100 % du salaire pendant une période de 20 semaines.
- 1979 - Création du Conseil québécois de la recherche sociale (CQRS). Il est doté de ses premiers membres en avril 1980. Les premières subventions ont été accordées pour l’année 1981-1982.

## Années 1980
- 1980 - Pierre Trudeau redevient premier ministre du Canada.
- 1980 - Le premier ministre René Lévesque soumet l'option souveraineté-association de son parti au vote des Québécois lors d'un référendum. 60 % de l'électorat québécois vote contre le projet. Voir le Référendum québécois de 1980.
- 1980 - Création de l'Opéra de Montréal.
- 1981 - Élection générale (Québec) : le Parti québécois est réélu.
- 1981 - « Nuit des longs couteaux », la soirée du 4 novembre : le gouvernement fédéral de Pierre Trudeau passe un accord constitutionnel avec toutes les provinces du Canada, excepté le Québec. (Voir aussi : conférence constitutionnelle de 1981).
- 1981 - La loi 89, déposée le 4 mars 1980, entre en vigueur le 2 avril 1981 et institue l'égalité de l'homme et de la femme dans leurs rapports juridiques.